# Allsvenskan 2021
De Allsvenskan 2021 was het 97ste seizoen in de hoogste afdeling van het Zweedse voetbal, die werd opgericht in 1924. Het seizoen begon op 10 april en eindigde op zondag 4 december 2021.
Malmö FF kroonde zich voor het tweede jaar op rij tot kampioen van Zweden. Voor de ploeg onder leiding van trainer-coach Jon Dahl Tomasson was het de 22ste landstitel in de historie. Malmö stelde de titel veilig tijdens de dertigste speelronde. Tegen Halmstads BK speelde de ploeg met 0-0 gelijk. Daardoor bleef Malmö AIK op doelsaldo voor.
Örebro SK en Östersunds FK degradeerden rechtstreeks. Hun plekken worden volgend seizoen ingenomen door IFK Värnamo en GIF Sundsvall. Halmstads BK speelt play-offs om lijfsbehoud tegen Helsingborgs IF, de nummer drie van de Superettan.
In de 240 gespeelde wedstrijden in de Allsvenskan werd in totaal 638 keer gescoord, goed voor een gemiddelde van 2,67 doelpunt per wedstrijd. De topscorerstitel ging dit seizoen naar Samuel Adegbenro van IFK Norrköping. Hij scoorde zeventien keer.

## Teams

### Stadions en locaties
| Team           | Locatie    | Stadion          | Ondergrond | Capaciteit |
| -------------- | ---------- | ---------------- | ---------- | ---------- |
| AIK            | Solna      | Friends Arena    | Natuurgras | 50,000     |
| BK Häcken      | Göteborg   | Rambergsvallen   | Kunstgras  | 6,500      |
| Degerfors IF   | Degerfors  | Stora Valla      | Natuurgras | 7,500      |
| Djurgårdens IF | Stockholm  | Tele2 Arena      | Kunstgras  | 30,000     |
| Halmstads BK   | Halmstad   | Örjans Vall      | Natuurgras | 11,100     |
| Hammarby IF    | Stockholm  | Tele2 Arena      | Kunstgras  | 30,000     |
| IF Elfsborg    | Borås      | Borås Arena      | Kunstgras  | 16,899     |
| IFK Göteborg   | Göteborg   | Gamla Ullevi     | Natuurgras | 18,600     |
| IFK Norrköping | Norrköping | Nya Parken       | Kunstgras  | 15,734     |
| IK Sirius FK   | Uppsala    | Studenternas IP  | Kunstgras  | 10,000     |
| Kalmar FF      | Kalmar     | Guldfågeln Arena | Natuurgras | 12,000     |
| Malmö FF       | Malmö      | Eleda Stadion    | Natuurgras | 22,500     |
| Mjällby AIF    | Hällevik   | Strandvallen     | Natuurgras | 6,750      |
| Varbergs BoIS  | Varberg    | Påskbergsvallen  | Natuurgras | 4,500      |
| Örebro SK      | Örebro     | Behrn Arena      | Kunstgras  | 12,300     |
| Östersunds FK  | Östersund  | Jämtkraft Arena  | Kunstgras  | 8,466      |

### Personeel en tenue
Alle teams zijn verplicht het logo van competitiesponsor Unibet op hun shirt te dragen. Ook spelen alle teams met het Allsvenskan-logo op de rechtermouw van het shirt.
| Team           | Hoofdtrainer                    | Aanvoerder          | Kledingsponsor | Hoofdsponsor        |
| -------------- | ------------------------------- | ------------------- | -------------- | ------------------- |
| AIK            | Bartosz Grzelak                 | Henok Goitom        | Nike           | Notar               |
| BK Häcken      | Per-Mathias Høgmo               | Rasmus Lindgren     | Puma           | BRA                 |
| Degerfors IF   | Andreas Holmberg Tobias Solberg | Oliver Ekroth       | Umbro          | Meerdere            |
| Djurgårdens IF | Kim Bergstrand Thomas Lagerlöf  | Magnus Eriksson     | Adidas         | Prioritet Finans    |
| Halmstads BK   | Magnus Haglund                  | Andreas Johansson   | Puma           | Meerdere            |
| Hammarby IF    | Miloš Milojević                 | Darijan Bojanić     | Craft          | Huski Chocolate     |
| IF Elfsborg    | Jimmy Thelin                    | Johan Larsson       | Umbro          | Sparbanken Sjuhärad |
| IFK Göteborg   | Mikael Stahre                   | Marcus Berg         | Craft          | Serneke             |
| IFK Norrköping | Rikard Norling                  | Christoffer Nyman   | Nike           | Holmen              |
| IK Sirius      | Daniel Bäckström                | Tim Björkström      | Select Sport   | Meerdere            |
| Kalmar FF      | Henrik Rydström                 | Erik Israelsson     | Select Sport   | Hjältevadshus       |
| Malmö FF       | Jon Dahl Tomasson               | Anders Christiansen | Puma           | Volkswagen          |
| Mjällby AIF    | Anders Torstensson              | David Löfquist      | Puma           | Meerdere            |
| Varbergs BoIS  | Joakim Persson                  | Jon Birkfeldt       | Craft          | Meerdere            |
| Örebro SK      | Marcus Lantz                    | Nordin Gerzić       | Select Sport   | Behrn Fastigheter   |
| Östersunds FK  | Per Joar Hansen                 | Aly Keita           | Adidas         | Volkswagen          |

### Trainerswisselingen
| Team           | Vertrekkende trainer | Reden van vertrek            | Datum van vertrek | Ranglijst     | Nieuwe trainer     | Datum van aanstelling |
| -------------- | -------------------- | ---------------------------- | ----------------- | ------------- | ------------------ | --------------------- |
| Mjällby AIF    | Marcus Lantz         | Einde contract               | 6 december 2020.  | Voorbereiding | Christian Järdler  | 20 december 2020      |
| IK Sirius      | Henrik Rydström      | Ontslag genomen              | 6 december 2020   | Voorbereiding | Daniel Bäckström   | 14 december 2020      |
| Kalmar FF      | Nanne Bergstrand     | Einde contract               | 15 december 2020  | Voorbereiding | Henrik Rydström    | 29 december 2020      |
| IFK Norrköping | Jens Gustafsson      | In overleg                   | 19 december 2020  | Voorbereiding | Rikard Norling     | 23 december 2020      |
| BK Häcken      | Andreas Alm          | Aangetrokken door OB         | 1 juni 2021       | 16de          | Per-Mathias Høgmo  | 12 juni 2021          |
| Örebro SK      | Axel Kjäll           | Technisch directeur geworden | 25 mei 2021       | 15de          | Vítor Gazimba      | 2 juni 2021           |
| IFK Göteborg   | Roland Nilsson       | Ontslagen                    | 2 juni 2021       | 10de          | Mikael Stahre      | 2 juni 2021           |
| Hammarby IF    | Stefan Billborn      | Ontslagen                    | 11 juni 2021      | 8ste          | Miloš Milojević    | 13 juni 2021          |
| Mjällby AIF    | Christian Järdler    | Ontslagen                    | 3 augustus 2021   | 15de          | Anders Torstensson | 3 augustus 2021       |
| Östersunds FK  | Amir Azrafshan       | Ontslagen                    | 2 september 2021  | 16de          | Per Joar Hansen    | 2 september 2021      |
| Örebro SK      | Vítor Gazimba        | Ontslagen                    | 7 oktober 2021    | 15de          | Marcus Lantz       | 7 oktober 2021        |

## Eindstand
| №  | Club           | WG | W  | G  | V  | DV | DT | +/– | Punten |
| -- | -------------- | -- | -- | -- | -- | -- | -- | --- | ------ |
| 1  | Malmö FF       | 30 | 17 | 8  | 5  | 58 | 30 | +28 | 59     |
| 2  | AIK            | 30 | 18 | 5  | 7  | 45 | 25 | +20 | 59     |
| 3  | Djurgården     | 30 | 17 | 6  | 7  | 46 | 30 | +16 | 57     |
| 4  | IF Elfsborg    | 30 | 17 | 4  | 9  | 51 | 35 | +16 | 55     |
| 5  | Hammarby IF    | 30 | 15 | 8  | 7  | 54 | 41 | +13 | 53     |
| 6  | Kalmar FF      | 30 | 13 | 8  | 9  | 41 | 39 | +2  | 47     |
| 7  | IFK Norrköping | 30 | 13 | 5  | 12 | 45 | 41 | +4  | 44     |
| 8  | IFK Göteborg   | 30 | 11 | 8  | 11 | 42 | 39 | +3  | 41     |
| 9  | Mjällby AIF    | 30 | 9  | 11 | 10 | 34 | 27 | +7  | 38     |
| 10 | Varbergs BoIS  | 30 | 9  | 10 | 11 | 35 | 38 | –3  | 37     |
| 11 | IK Sirius FK   | 30 | 10 | 7  | 13 | 39 | 53 | –14 | 37     |
| 12 | BK Häcken      | 30 | 9  | 9  | 12 | 46 | 46 | 0   | 36     |
| 13 | Degerfors IF   | 30 | 10 | 4  | 16 | 34 | 51 | –17 | 34     |
| 14 | Halmstads BK   | 30 | 6  | 14 | 10 | 21 | 26 | –5  | 32     |
| 15 | Örebro SK      | 30 | 4  | 6  | 20 | 23 | 58 | –35 | 18     |
| 16 | Östersunds FK  | 30 | 3  | 5  | 22 | 24 | 59 | –35 | 14     |

- Landskampioen Malmö FF plaatst zich voor de UEFA Champions League 2021/22  (eerste kwalificatieronde).
- AIK en Djurgården plaatsen zich voor de tweede kwalificatieronde van de UEFA Europa Conference League 2021/22.
- Örebro SK en Östersunds FK degraderen rechtstreeks naar de Superettan.
- IFK Värnamo en GIF Sundsvall promoveren naar de Allsvenskan.
- Halmstads BK speelt play-offs om promotie/degradatie tegen Helsingborgs IF, de nummer drie uit de Superettan.

## Play-offs

### Promotie/degradatie
|                       |                 |             |              |                                                                                 |
| 11 december 15:00 uur | Helsingborgs IF | 0-1         | Halmstads BK | Olympia Stadion, Helsingborg Toeschouwers: 8.108 Scheidsrechter: Andreas Ekberg |
| 11 december 15:00 uur |                 | S. Karim 7' |              | Olympia Stadion, Helsingborg Toeschouwers: 8.108 Scheidsrechter: Andreas Ekberg |

|                       |              |     |                                                      |                                                                        |
| 14 december 19.00 uur | Halmstads BK | 1-3 | Helsingborgs IF                                      | Örjans Vall, Halmstad Toeschouwers: 6.385 Scheidsrechter: Glenn Nyberg |
| 14 december 19.00 uur | S. Kroon 38' |     | 32' W. Loeper 84' A. van den Hurk 90' R. Karjalainen | Örjans Vall, Halmstad Toeschouwers: 6.385 Scheidsrechter: Glenn Nyberg |

## Statistieken

### Topscorers
- In onderstaand overzicht zijn alleen de spelers opgenomen met tien of meer treffers achter hun naam.

| №  | Speler                  | Club           | Goals | Pen. | Duels | Gem  |
| -- | ----------------------- | -------------- | ----- | ---- | ----- | ---- |
| 1  | Samuel Adegbenro        | IFK Norrköping | 17    | 0    | 30    | 0,57 |
| 2  | Antonio Colak           | Malmö FF       | 14    | 2    | 26    | 0,54 |
| 3  | Victor Edvardsen        | Degerfors IF   | 14    | 1    | 29    | 0,48 |
| 4  | Christian Kouakou       | IK Sirius FK   | 12    | 1    | 30    | 0,40 |
| 5  | Nicolas Stefanelli      | AIK            | 12    | 0    | 29    | 0,41 |
| 6  | Oliver Berg             | Kalmar FF      | 12    | 3    | 30    | 0,40 |
| 7  | Alexander Jeremejeff    | BK Häcken      | 11    | 5    | 26    | 0,42 |
| 8  | Gustav Ludwigson        | Hammarby IF    | 11    | 0    | 30    | 0,37 |
| 9  | Blair Sebastian Turgott | Östersunds FK  | 10    | 0    | 24    | 0,42 |
| 10 | Marcus Berg             | IFK Göteborg   | 10    | 0    | 18    | 0,56 |
| 11 | Nabil Bahoui            | AIK            | 10    | 0    | 27    | 0,37 |

### Assists
- In onderstaand overzicht zijn alleen de spelers opgenomen met acht of meer assists achter hun naam.

| № | Speler              | Club       | Assists | Duels | Gem  |
| - | ------------------- | ---------- | ------- | ----- | ---- |
| 1 | Magnus Eriksson     | Djurgården | 13      | 29    | 0,49 |
| 2 | Anders Christiansen | Malmö FF   | 9       | 22    | 0,41 |
| 3 | Jonathan Ring       | Kalmar FF  | 9       | 28    | 0,32 |

### Meeste speelminuten
| Naam              | Club         | Duels | Min.  | Werd in het veld gebracht | Werd van het veld gehaald |
| ----------------- | ------------ | ----- | ----- | ------------------------- | ------------------------- |
| Oscar Jansson     | Örebro SK    | 30    | 2.700 | 0                         | 0                         |
| Andreas Johansson | Halmstads BK | 30    | 2.700 | 0                         | 0                         |

### Scheidsrechters
| Naam                | Duels | Kreeg geel | Weggestuurd | Strafschoppen |
| ------------------- | ----- | ---------- | ----------- | ------------- |
| Mohammed Al-Hakim   | 28    | 87         | 4           | 8             |
| Adam Ladebäck       | 26    | 92         | 1           | 6             |
| Kristoffer Karlsson | 25    | 108        | 2           | 5             |
| Fredrik Klitte      | 25    | 94         | 3           | 5             |
| Kaspar Sjöberg      | 24    | 96         | 6           | 4             |
| Glenn Nyberg        | 23    | 83         | 4           | 2             |
| Victor Wolf         | 23    | 84         | 1           | 4             |
| Granit Maqedonci    | 23    | 67         | 2           | 5             |
| Andreas Ekberg      | 20    | 66         | 1           | 5             |
| Bojan Pandžić       | 18    | 77         | 0           | 1             |
| Joakim Östling      | 5     | 15         | 1           | 2             |
| Totaal              | 240   | 869        | 25          | 47            |

### Nederlanders
Onderstaande Nederlandse voetballers kwamen in het seizoen 2021 uit in de Allsvenskan.
| Naam             | Club          | Duels | Goals |
| ---------------- | ------------- | ----- | ----- |
| Des Kunst        | Varbergs BoIS | 8     | 0     |
| Daan Klinkenberg | Mjällby AIF   | 7     | 0     |

## Kampioensteam Malmö FF
Bijgaand een overzicht van de spelers van Malmö FF, die in het seizoen 2020 onder leiding van trainer-coach Jon Dahl Tomasson voor de 21ste keer de titel opeisten in de hoogste afdeling van het Zweedse voetbal.
| Naam                | Wedstrijden | Doelpunten | Assist | Gele kaart | Rode kaart |        |
| Keeper              | Keeper      | Keeper     | Keeper | Keeper     | Keeper     | Keeper |
| ------------------- | ----------- | ---------- | ------ | ---------- | ---------- | ------ |
| Johan Dahlin        | 19          | 0          | 0      | 1          | 0          |        |
| Marko Johansson     | 9           | 0          | 0      | 0          | 0          |        |
| Ismael Diawara      | 3           | 0          | 0      | 0          | 0          |        |
| Mathias Nilsson     | 0           | 0          | 0      | 0          | 0          |        |
| Verdedigers         |             |            |        |            |            |        |
| Anel Ahmedhodzic    | 25          | 1          | 1      | 6          | 0          |        |
| Franz Brorsson      | 24          | 0          | 0      | 1          | 0          |        |
| Erik Larsson        | 23          | 0          | 6      | 4          | 0          |        |
| Lasse Nielsen       | 20          | 1          | 1      | 3          | 0          |        |
| Felix Beijmo        | 14          | 0          | 1      | 1          | 0          |        |
| Martin Olsson       | 13          | 0          | 1      | 1          | 0          |        |
| Jonas Knudsen       | 12          | 1          | 1      | 2          | 0          |        |
| Niklas Moisander    | 9           | 0          | 0      | 1          | 0          |        |
| Noah Eile           | 3           | 0          | 0      | 0          | 0          |        |
| Middenvelders       |             |            |        |            |            |        |
| Adi Nalic           | 29          | 6          | 3      | 5          | 0          |        |
| Erdal Rakip         | 25          | 2          | 2      | 6          | 0          |        |
| Anders Christiansen | 22          | 6          | 9      | 4          | 0          |        |
| Bonke Innocent      | 17          | 0          | 0      | 6          | 0          |        |
| Oscar Lewicki       | 11          | 0          | 0      | 1          | 0          |        |
| Sergio Peña         | 9           | 0          | 0      | 4          | 0          |        |
| Ola Toivonen        | 8           | 0          | 0      | 0          | 0          |        |
| Pavle Vagic         | 7           | 0          | 1      | 2          | 0          |        |
| Markus Björkqvist   | 4           | 0          | 0      | 0          | 0          |        |
| Aanvallers          |             |            |        |            |            |        |
| Veljko Birmancevic  | 28          | 9          | 3      | 2          | 0          |        |
| Jo Inge Berget      | 27          | 5          | 7      | 3          | 0          |        |
| Antonio Colak       | 26          | 14         | 4      | 3          | 0          |        |
| Søren Rieks         | 18          | 6          | 1      | 3          | 0          |        |
| Malik Abubakari     | 15          | 3          | 1      | 4          | 0          |        |
| Sebastian Nanasi    | 13          | 1          | 0      | 0          | 0          |        |
| Peter Gwargis       | 5           | 0          | 0      | 0          | 1          |        |
| Romain Gall         | 0           | 0          | 0      | 0          | 0          |        |